# Imposto de Exportação
O Imposto de Exportação (ou IE) é um imposto brasileiro.
É um imposto federal, ou seja, somente a União tem competência para instituí-lo (Art.153, II,  da Constituição Federal).
O fato gerador do Imposto de Exportação ocorre quando há saída de produtos nacionais (ou nacionalizados) para o exterior.
O contribuinte do imposto é o exportador, ou quem a ele a lei equiparar.
O sujeito ativo é a União. 
Incide sobre o valor final do produto (inclui o frete).

## Alíquota
A alíquota utilizada depende da lei que o instituir, e do produto que foi exportado. A base de cálculo depende exclusivamente da alíquota a ser utilizada.
O Poder Executivo pode, nas condições e nos limites estabelecidos em lei, alterar as alíquotas ou as bases de cálculo do imposto, a fim de ajustá-lo aos objetivos da política cambial e do comércio exterior.